# جان شیفته
جانِ شیفته (به فرانسوی: L'Ame enchantée) رمانی چهارجلدی اثر رومن رولان است.
فضای داستان جان شیفته فرانسه در ابتدای سده بیستم است و رمان وضعیت اجتماعی این دوران را برای خواننده به تصویر می‌کشد. از سوی دیگر، شخصیت اصلی داستان زنی به نام آنت ریوی‌یر است و رولان در طول داستان چگونگی بیداری زنان فرانسه را شرح می‌دهد.
رومن رولان خود می‌نویسد: «قهرمان اصلی جان شیفته، آنت ریوی‌یر به گروه پیشتاز آن نسل زنان تعلق دارد که در فرانسه ناگزیر گشت به دشواری، با پنجه درافکندن با پیشداوری‌ها و کارشکنیِ همراهان مرد خویش، راه خود را به سوی یک زندگی مستقل باز کند.».

## خلاصه داستان
جان شیفته سرگذشت زنی را نقل می‌کند که روحی شیفته و عاشق دارد و زندگی‌اش مانند نام خانوادگی‌اش، ریوی‌یر (به معنای رودخانه) به رودی پرپیچ و خم و پرآب و غنی می مانَد. جان شیفته با شیفتگی آنت ۲۴ ساله به پدرش و مرگ او آغاز می‌شود. در همین زمان آنت باردار می‌شود و ازدواج با پدر فرزندش را رد می‌کند. سپس خواهر ناتنی‌اش را کشف می‌کند و شیفته او می‌شود. جان شیفتهٔ آنت پس از آن عشق مادرانه را درمی‌یابد. در جلدهای بعدی کتاب، آنت و پسرش، مارک ریوی‌یر درگیر حوادث تاریخی فرانسه می‌شوند و «بدین سان، زندگی او (آنت) در دو سطح موازی پیش می‌رود؛ و دیگران جز زندگی رویی او را نمی‌شناسند. در آن زندگی دیگر، آنت همیشه تنها می‌ماند.» و این «زندگی دیگر»، جریان زیرین و ناپیدای رود، جان شیفته نام دارد.

## ترجمه فارسی
جان شیفته در ایران با ترجمه محمود اعتمادزاده (م.ا. به‌آذین) منتشر شده‌است. او نخستین فصل این اثر را  در زندان قصر ترجمه کرد و دربارهٔ آن گفته‌است «ترجمه این اثر پیرم کرد. چه سال‌ها که قطره قطره آب شدم و فروریختم».